# Dorfkirche Uetz (Uetz-Paaren)

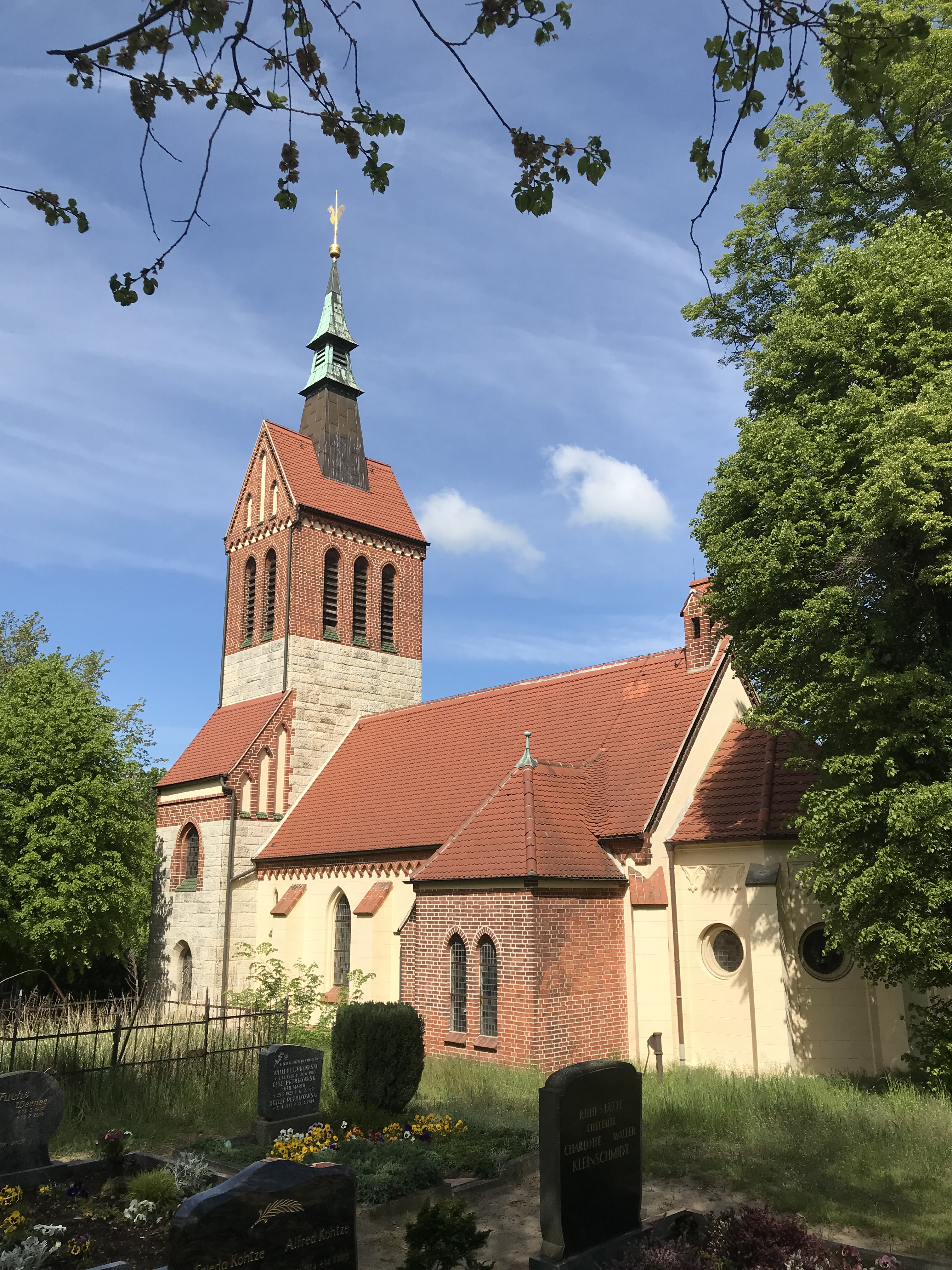
Dorfkirche Uetz

Die evangelische Dorfkirche Uetz ist eine neugotische Saalkirche in Uetz-Paaren, einem Ortsteil der Stadt Potsdam im Land Brandenburg. Die Kirchengemeinde gehört zum Pfarrbereich Alt Töplitz im Kirchenkreis Mittelmark-Brandenburg der Evangelischen Kirche Berlin-Brandenburg-schlesische Oberlausitz.

## Lage
Die Uetzer Dorfstraße führt als zentrale Verbindungsachse von Nordwesten kommend in südöstlicher Richtung durch den Ort. Im Norden besteht eine Verbindung zur Landstraße 92, von der aus nach Südwesten eine Stichstraße zur Kirche führt. Das Bauwerk steht auf einem leicht erhöhten Grundstück, das mit einer Mauer eingefriedet ist.

## Geschichte
Das Bauwerk wurde in der Zeit von 1860 bis 1870 unter Verwendung von Resten eines Vorgängerbaus aus dem Mittelalter errichtet. Um 1900 ließ die Kirchengemeinde einen Westturm anbauen.

## Baubeschreibung

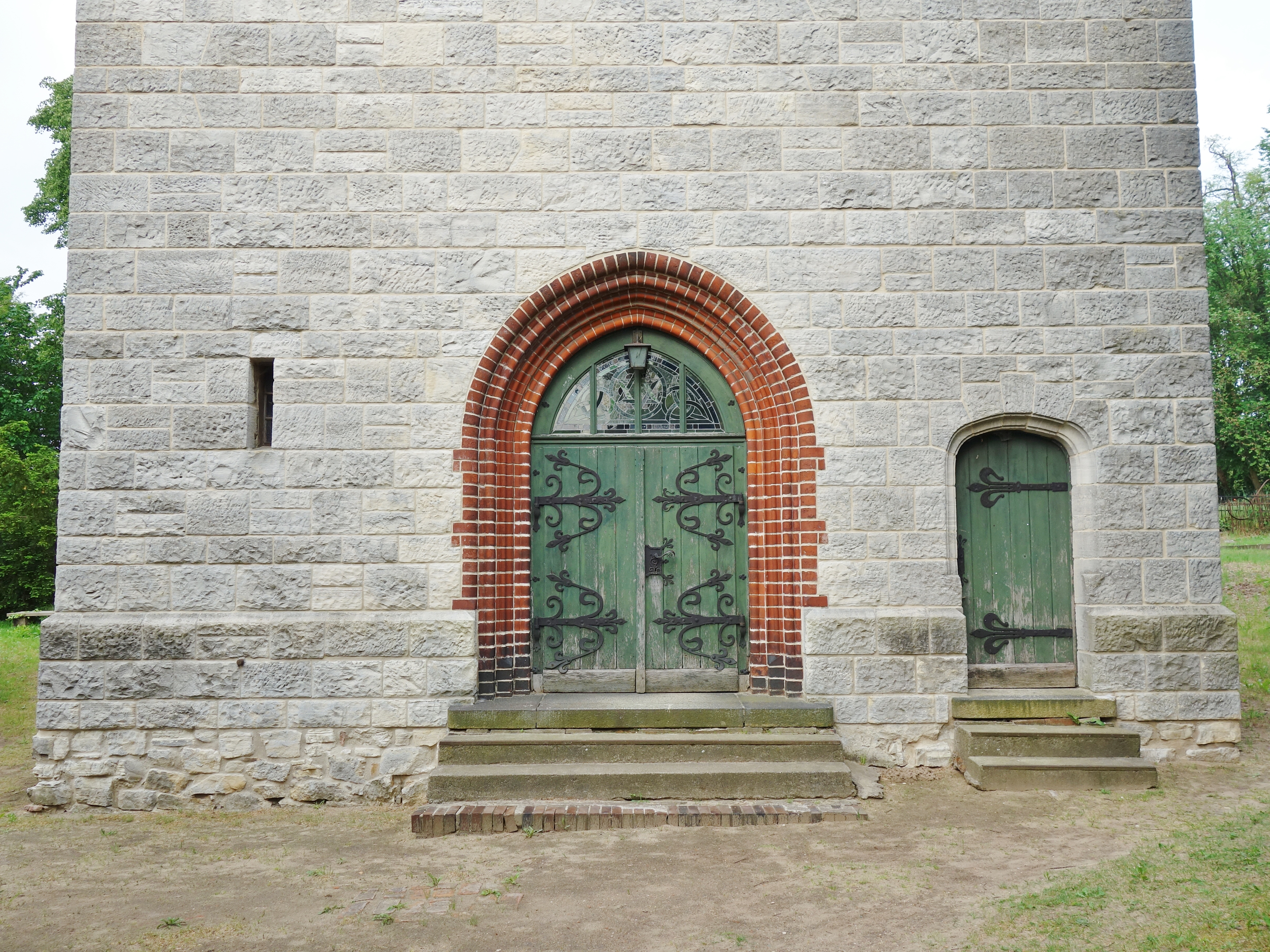
Westportal

Das Bauwerk wurde im Wesentlichen aus Mauersteinen aufgeführt, die anschließend verputzt wurden. Der Chor ist eingezogen und hat einen Fünfachtelschluss. Die Ecken werden durch Strebepfeiler stabilisiert, zwischen denen verputzte Wandfelder mit je einem mittig angeordneten Ochsenauge liegen. Unter der Traufe ist ein sich nach unten öffnender Fries aus Stuck angebracht. Im Norden schließt sich an den Chor eine Sakristei an, die aus rötlichem Mauerstein errichtet wurde. Sie kann durch eine spitzbogenförmige Pforte von Norden her betreten werden. An der Nordwand der Sakristei sind zwei gekuppelte, ebenfalls spitzbogenförmige Fenster. Chor und Sakristei tragen ein schlichtes Satteldach, das nach Osten bzw. Norden hin abgewalmt ist.
Daran schließt sich nach Westen das im Grundriss rechteckige Kirchenschiff an. An der Nordwand sind drei Strebepfeiler mit vier dazwischen liegenden Wandfeldern angeordnet. In ihnen sitzt jeweils ein großes spitzbogenförmiges Fenster mit einer profilierten Laibung. Den Übergang zum Satteldach bildet ein sich nach unten öffnender Dreiecksfries aus rötlichen Mauersteinen. An der Südwand befindet sich im östlichen Bereich eine Patronatsloge. Sie kann durch eine spitzbogenförmige, hölzerne Pforte von Westen her betreten werden. An der Südseite sind ebenfalls zwei gekuppelte und spitzbogenförmige Fenster. Nach Westen sind am Langhaus des Schiffs je zwei weitere Fenster; getrennt durch Strebepfeiler. Am Übergang zum Turm liegt an beiden Seiten je ein schlitzförmiges Fenster.
Der querrechteckige Westturm wurde aus Mauerwerk erstellt und mit Kalkstein verblendet. Er ist im unteren Bereich breiter als das Schiff. Der Hauptzugang erfolgt durch ein dreifach profiliertes Portal von Westen her. Rechts neben der großen Pforte ist ein kleinerer Zugang mit einer gedrückt-segmentbogenförmigen Pforte; links ein Schlitzfenster. An der Nord- und Südseite sind je zwei übereinander angeordnete Spitzbogenfenster. Oberhalb verjüngt sich der Turm; in den Giebel sind an Ost- und Westseite je drei Blenden eingearbeitet. Darüber erstreckt sich das Glockengeschoss. An der Ost- und Westseite sind drei, an der Nord- und Südseite je zwei Klangarkaden. Oberhalb ist ein umlaufender Fries, gefolgt von einem quergestellten Satteldach mit blendenverzierten Giebeln. Daraus erstreckt sich ein Turmhelm, der mit einer vergoldeten Spitze abschließt.

## Ausstattung
Die Kirchenausstattung stammt einheitlich aus der Bauzeit. Dazu gehört ein 1838 von dem Bildhauer Jakob Alberty geschaffenes Holzrelief, das die Kreuzabnahme zeigt. Der Innenraum ist durch eine Holztonne abgeschlossen.
Auf dem Friedhof befindet sich ein Urnengrabdenkmal, das an Frau von Goetzen erinnert, die 1783 verstarb.